# 魔盤驚魂
《魔盤驚魂》（英語：Witchboard）是一部1986年美國超自然恐怖電影，由凱文·坦尼編劇並執導（本片是他的導演處女作），陶妮·基坦、史蒂芬·尼可斯和托德·艾倫主演。劇情圍繞著一名大學生展開，她沉迷於獨自使用朋友落在聚会上的通靈板，導致她受到惡靈的恐嚇。
坦尼在南加州大学讀書時創作了劇本，在某次聚會上，有位朋友帶來了通靈板给大家用，讓他受到啟發。這部電影聚焦在「逐步誘捕」的概念，即邪惡實體或惡魔控制人類的過程，1973年《大法師》中的一個角色嘗試通靈板後也提到了這個話題。拍攝工作於1985年在洛杉磯、聖貝納迪諾和旧金山進行。
1986年12月31日，Cinema Group在美國有限上映了《魔盤驚魂》。在獲得良好的票房回報後，Cinema Group於1987年春季擴大了上映範圍，票房收入達到了740萬美元。儘管評論界對這部電影的反應基本上是負面的，但自上映以來影片已經獲得了一群狂熱的追隨者，學者卡洛·J·克洛弗還在1992年的非小說類著作《男人、女人與電鋸》中對本片展開了重要的批判性分析。兩部不相關的續集《生人迴避》和《生人迴避3》分別於1993年和1995年發行。

## 劇情
在加州費爾菲爾德的一次家庭聚會上，布蘭登·辛克萊和前女友琳達·布魯斯特一起使用通靈板來聯繫之前曾與他交流過的戴維的靈魂。她的男友吉姆·莫勒侮辱了戴维，于是戴维割破了布蘭登汽車的輪胎。第二天，琳達使用布蘭登留下的通靈板聯繫戴维，戴维帮助她找到了丟失已久的訂婚戒指。在吉姆工作的建築工地，他的朋友勞埃德被倒下的乾壁砸死。吉姆在勞埃德的葬禮上受到杜赫斯特中尉的詢問，同时琳達就這起事故聯繫了戴维，但他說這不是他造成的。
琳達開始陷入「逐步誘捕」中，也就是靈魂借助使用者的恐懼来削弱他們的力量，进而能够附他們的身。她越來越專注於與戴维交流，開始出現噁心等症狀，她和吉姆误认为她懷孕了。布蘭登邀請了靈媒賽拉貝絲·克劳福德，透過降神会聯絡戴维，並在必要時施行驅魔。賽拉貝絲联系上戴维，他自稱是個十歲的男孩。這進一步導致琳達開始保護戴维，想要以后能够继续與他溝通。靈魂離開後，心存疑慮的賽拉貝絲回到家中調查此事，但她被割喉，然後扔出窗戶，落在日晷上刺死。隔天早上，布蘭登聽說了她的死訊，懷疑是戴维殺了她，但吉姆仍然對他的說法持懷疑態度。
布蘭登外出尋找資訊，这时吉姆目睹琳達被重重地摔到牆上，失去知覺。琳達被送往醫院後，醫生確認琳達並沒有像他們以为的那樣懷孕。吉姆感到不安，與布蘭登一起研究戴维。兩人在報紙上發現了十歲男孩戴维在附近的湖中溺水身亡的文章。吉姆和布蘭登前往湖邊，使用另一塊板子想要與戴维溝通，但很快就發現其实是另一個靈魂卡洛斯·梅爾法達一直在恐嚇琳達。坐在碼頭上的吉姆被一堆漁桶壓倒而昏迷不醒，而布蘭登則被梅爾法達用斧頭砍死。恢復知覺後，吉姆在布兰登的遗体前悲伤不已。那天晚上，他研究了梅爾法達的傳記，得知他是一名斧頭殺人狂，1930年在家中被警察開槍射殺——他和琳达住在同一處住所。
琳達出院後，遭到梅爾法達的攻擊。第二天，吉姆發現他們的家一片混亂，这时已被附身的琳達襲擊了他。杜赫斯特進來指控吉姆謀殺，但琳達用撥火棍打了他。吉姆揮舞著左輪手槍，琳達告訴他他才是靈魂到这个世界的“出入口”，嘲笑着想要逼他自殺。不过，吉姆掉转枪口，射坏了通灵板，随后被一股力量推下窗戶落在汽車上。
吉姆和琳達终于擺脫了梅爾法達的影響，重新開始了自己的生活。他们結婚了。女房東摩西夫人在和孫女打掃房子時發現了這塊板子，想知道是否還能用。板子被丟進一個盒子裡，乩板自動移動到「是」這個字。

## 续集和重制
這部電影催生了兩部續集，1993年的《生人迴避》和1995年的《生人迴避3》。2024年，同名翻拍版計畫上映。

## 來源
- Campisi, Gabriel.  2nd. Jefferson, North Carolina: McFarland. 2012. ISBN 978-0-786-49021-9.
- Clover, Carol J. . Princeton, New Jersey: Princeton University Press. 1992. ISBN 978-0-691-00620-8.
- Paszylk, Bartłomiej. . Jefferson, North Carolina: McFarland. 2009. ISBN 978-0-786-45327-6.